# Март 2018 года

Список событий марта 2018 года.

## События
- 1 марта
  - Президент США Дональд Трамп объявил о введении новых тарифов на импорт стали и алюминия, что отразилось на всех ведущих американских биржевых индексах[1].
  - Президент России Владимир Путин, выступая с посланием Федеральному собранию, представил новейшие стратегические военные разработки[2].
  - Стокгольмский арбитраж обязал ПАО «Газпром» выплатить НАК «Нафтогаз Украины» $4,63 млрд за недопоставку согласованных объёмов газа для транзита[3], «Газпром» начал процедуру расторжения контрактов на поставку и транзит газа[4].
- 2 марта
  - Парламент Армении избрал президентом бывшего премьер-министра Армена Саркисяна[5].
  - Российские и сирийские войска начали наземную операцию в Восточной Гуте[6].
  - В США на год продлили санкции против Венесуэлы, обвиняя в нарушении прав человека[7] и РФ из-за Украины[8].
  - Драматическая лента Робена Кампийо «120 ударов в минуту» была удостоена главного приза на 43-й церемонии награждения премии «Сезар», «Нелюбовь» Андрея Звягинцева удостоилась награды в категории «Лучший фильм на иностранном языке».
- 4 марта
  - В Лос-Анджелесе (США) состоялась 90-я церемония награждения «кинопремии Оскар»[9].
  - На досрочных парламентских выборах в Италии позиции укрепили правые и популистские движения[10].
- 5 марта
  - В турецкой столице Анкаре закрыли посольство США из-за угрозы безопасности[11].
  - Бывший полковник ГРУ Сергей Скрипаль, которого в 2010 году вместе с другими шпионами обменяли на 10 агентов российских спецслужб, вместе с дочерью попал в больницу после контакта с нервно-паралитическим газом. Всего от «газовой атаки» пострадал 21 человек, в том числе — прибывший первым на место события полицейский[12][13].
  - В Индии, в штате Трипура снесли памятник Ленину[14].
  - В Китае начали действовать «две сессии» — ежегодные заседания Всекитайского собрания народных представителей и Всекитайского комитета Народного политического консультативного совета Китая[15].
- 6 марта
  - В Сирии на авиабазе в Хмеймиме при заходе на посадку разбился российский военно-транспортный Ан-26. Погибли 39 человек[16].
- 7 марта
  - В Чечне недалеко от границы с Грузией разбился вертолёт Ми-8 с российскими пограничниками. По предварительной информации, погибло не менее 6 человек, 1 выжил, но получил ранения[17][18].
  - В Афганистане взорвался автомобиль, 2 человека погибли, 10 ранены.
- 8 марта
  - В Чехии, в Пражском граде прошла церемония инаугурации Милоша Земана[19].
  - Впервые главой полицейской службы Европейского Союза назначена женщина. Катрин де Болль вступит на должность исполнительного директора 1 мая 2018 года[20].
  - В Ираке сестра лидера ИГИЛ, которая признана виновной в оказании помощи террористам и её муж, член руководства террористической организации приговорены к смертной казни багдадским судом[21].
  - В населённом пункте Паллекл, являющемся предместьем Кандиди, в Шри-Ланке буддисты разгромили кварталы, основное население которых составляют мусульмане[22].
- 9 марта
  - Правительства Таджикистана и Узбекистана договорились об отмене визы между собой[23].
  - В Индии легализовали пассивную эвтаназию, что предусматривает прекращение лечения или отключение от препаратов пациента, в случае, если он неизлечимо болен или находится в глубокой коме[24].
- 11 марта
  - Депутаты Всекитайского собрания народных представителей — высшего законодательного органа — одобрили отмену ограничения на занятие должности председателя КНР[25], также утверждено создание нового антикоррупционного ведомства — Национальной надзорной комиссии[26].
  - В Иране разбился самолёт Bombardier CL-600, погибли 11 человек, в том числе турецкая бизнесвумен Мина Башаран.
- 12 марта
  - Неподалёку от аэропорта Трибхуван в Катманду произошла катастрофа самолёта Bombardier Q400 бенгальской компании US-Bangla Airlines, погиб 51 человек, 20 выжили.
- 13 марта
  - Премьер-министр Тереза Мэй заявила в парламенте, что к отравлению Сергея Скрипаля «с большой долей вероятности» причастна Россия. По версии Лондона, бывший двойной агент Скрипаль и его дочь были отравлены нервно-паралитическим веществом под названием «Новичок»[27].
  - Госсекретарь США Рекс Тиллерсон уволен со своего поста, на его место назначен директор ЦРУ Майк Помпео[28].
- 14 марта
  - Большинство депутатов германского Бундестага проголосовало за переизбрание Ангелы Меркель на пост канцлера ФРГ[29].
  - Умер британский физик-теоретик Стивен Хокинг[30].
- 15 марта
  - Премьер-министр Словакии Роберт Фицо ушёл в отставку[31].
  - Правительство США одобрил решение Лондона о высылке российских дипломатов, в связи с отравлением Сергея Скрипаля[32].
  - В Бразилии прошёл многотысячный митинг в память о депутате муниципального собрания Рио-де-Жанейро Мариэли Франку, получившей признание благодаря своей правозащитной деятельности[33].
- 16 марта
  - Президент США Дональд Трамп, сославшись на интересы национальной безопасности, объявил о введении импортных пошлин на сталь и алюминий в размере 25 и 10 процентов соответственно[34].
- 17 марта
  - Дело Скрипаля: из России были высланы 23 британских дипломата, прекращена работа консульства Великобритании в Санкт-Петербурге и закрыто оставшееся в Москве отделение Британского совета[35].
- 18 марта
  - В России прошли Президентские выборы[36], согласно первичным данным которых, победу одержал Владимир Путин[37].
  - В Софии, Берлине и Лондоне прошли акции протеста против проведения голосования в Крыму[38].
  - В Пхёнчхане (Южная Корея) завершились зимние Зимние Паралимпийские игры[39].
- 19 марта
  - В Пекине утвердили новый состав Правительства КНР. Глава правительства Ли Кэцян остался на своём посту до 2023 года[40].
  - Избирком Волгоградской области представил итоги референдума о переводе времени на час вперед, за перевод стрелок высказалось 58,82 % проголосовавших[41].
  - В Кении, в возрасте 45 лет умер последний в мире самец северного белого носорога по кличке Судан[42].
- 20 марта
  - Бывшего президента Франции Николя Саркози задержала французская полиция[43].
  - Украина и Катар подписали соглашение о безвизовом режиме[44].
- 21 марта
  - 23 ученика из подмосковного Волоколамска госпитализированы с признаками отравления, причиной госпитализации называется выброс сероводорода на местной мусорной свалке «Ядрово»[45].
  - Президент Перу Педро Пабло Кучински подал в отставку[46].
  - Парламент Косова ратифицировал договор о демаркации границы с Черногорией[47].
  - Крупнейший онлайн-ритейлер Amazon.com впервые обогнал по капитализации своего конкурента Alphabet (материнская компания Google)[48].
- 22 марта
  - Верховная Рада Украины лишила депутатской неприкосновенности Надежду Савченко и дала согласие на её арест[49].
  - Ряд российских СМИ приняли решение приостановить работу с Государственной думой после того, как думская комиссия по этике, разбирая жалобы на главу комитета по международным делам Леонида Слуцкого, признала нормой возможность сексуальных домогательств[50].
  - Ряд российских СМИ со ссылкой на пресс-службу департамента культурного наследия Москвы сообщило о том, что около Космодамианской набережной в ходе раскопок на кладбище снесённой в советское время церкви Космы и Дамиана в Нижних Садовниках археологи обнаружили 140 артефактов, большинство из которых относятся к XVI — началу XX веков, а самые ранние к XV веку.[51][52][53]
  - Открыт новый участок Люблинско-Дмитровской линии московского метрополитена от станции «Петровско-Разумовская» до станции «Селигерская».
- 23 марта
  - На юге Франции, в городе Треб неизвестный мужчина, который заявил, что является боевиком ИГИЛ, захватил заложников в супермаркете[54].
  - Отставка президента Перу Кучински принята Конгрессом; новым президентом стал первый вице-президент Мартин Вискарра[55].
- 25 марта
  - Пожар в торгово-развлекательном центре «Зимняя вишня» города Кемерово. По официальным данным, погибли 60 человек в том числе 37 детей, пострадали 79[56].
  - Бывшего лидера Каталонии Пучдемона задержали в Германии[57].
  - В Минске (столица Белоруссии) прошла акция протеста «День Воли», которую посетило до 50 тысяч человек[58].
- 26 марта
  - США, Канада и европейские страны объявили о высылке российских дипломатов в связи с отравлением Сергея и Юлии Скрипаль в британском Солсбери[59].
  - Федеральная торговая комиссия США подтвердила, что начала расследование в связи с утечкой данных пользователей фейсбука[60].
- 27 марта
  - Жители Кемерово вышли на стихийный митинг к зданию областной администрации из-за пожара в ТЦ «Зимняя вишня» и потребовали отставки Тулеева[61].
  - Президент США Дональд Трамп продлил до 1 апреля 2019 года санкции против РФ за хакерские атаки в отношении США, которые были введены 28 декабря 2016 года[62].
- 28 марта
  - В США, в Федеральный суд штата Калифорния подали первый иск против Facebook из-за утечки данных[63].
- 29 марта
  - В Санкт-Петербурге загорелся торговый центр «Дом ленинградской торговли». Посетители и персонал центра были эвакуированы; пострадавших нет[64].
  - Массовый сбой в работе мессенджера Telegram[65].